# Дремпт
Дремпт (нід. Drempt) — село в нідерландській провінції Гелдерланд. Входить до муніципалітету Бронкгорст. Утворилося об'єднанням двох колишніх населених пунктів — Ахтер-Дремпта та Вор-Дремпта.

## Визначні уродженці
- Клас-Ян Гюнтелар (нар. 1983) — професійний футболіст[2].

## Галерея

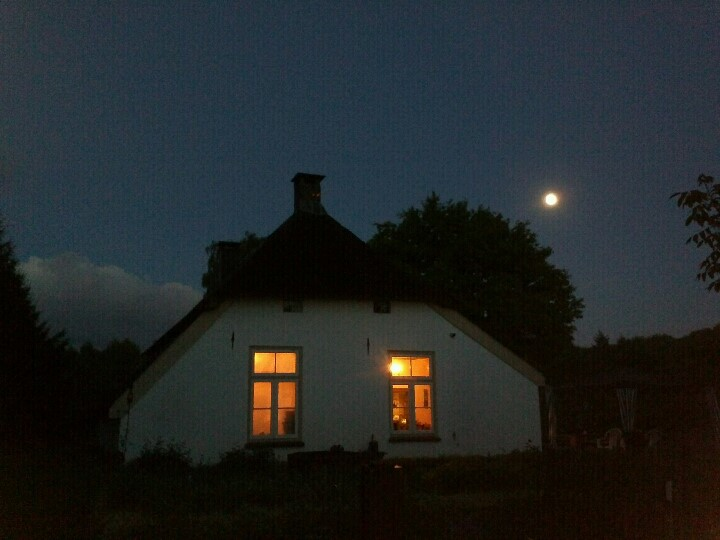
Ферма
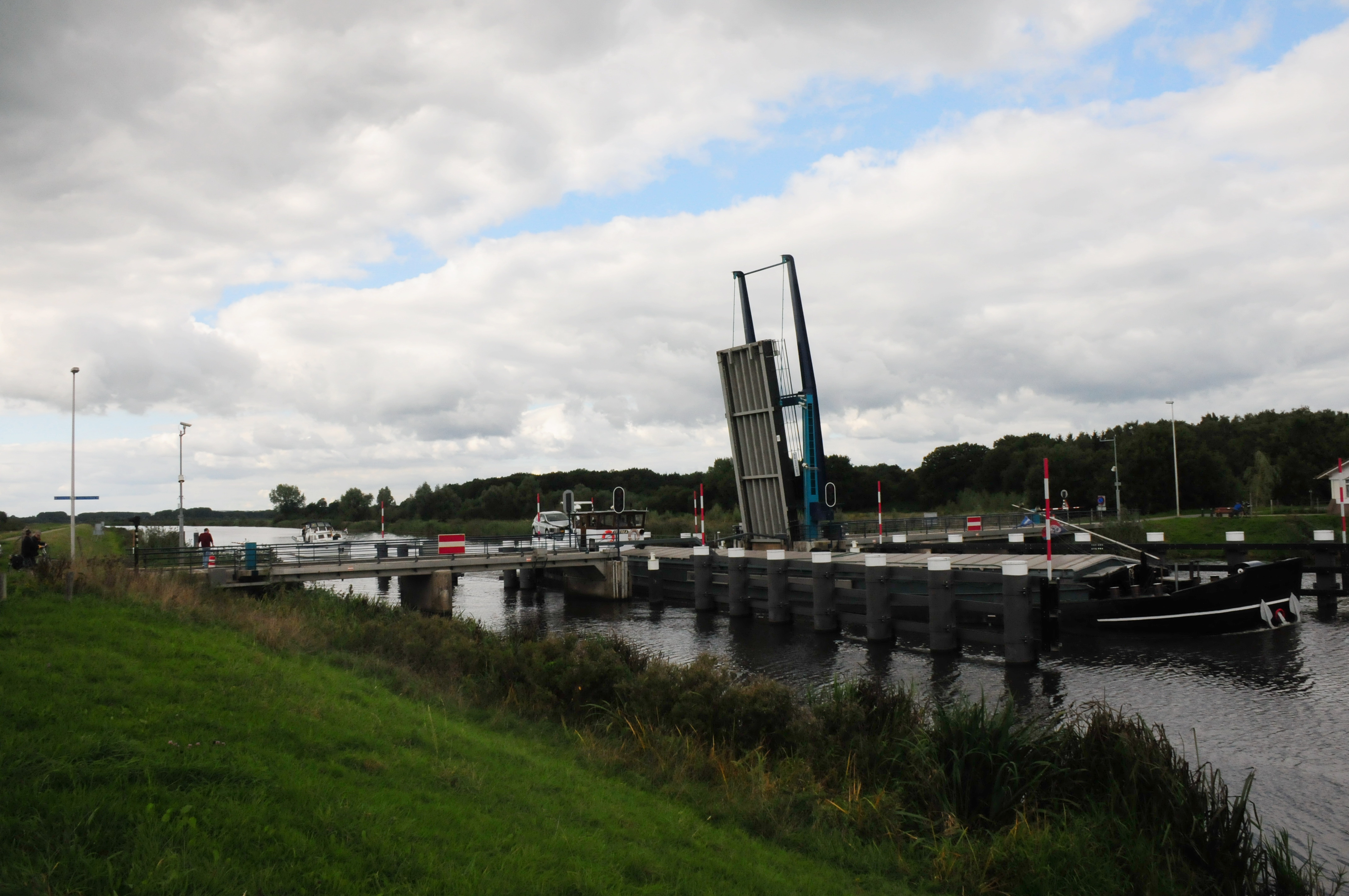
Розвідний міст
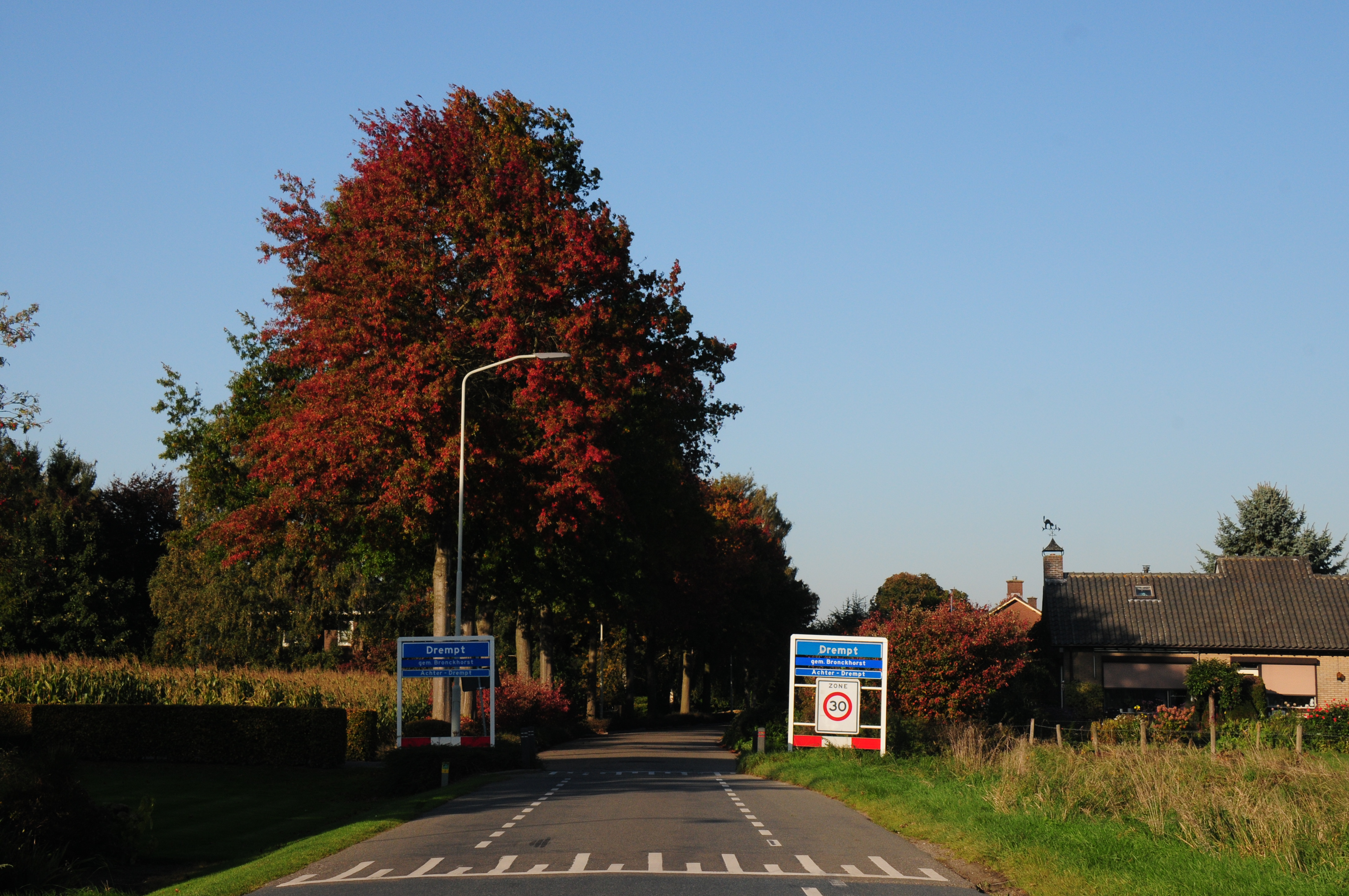
В'їзд до села
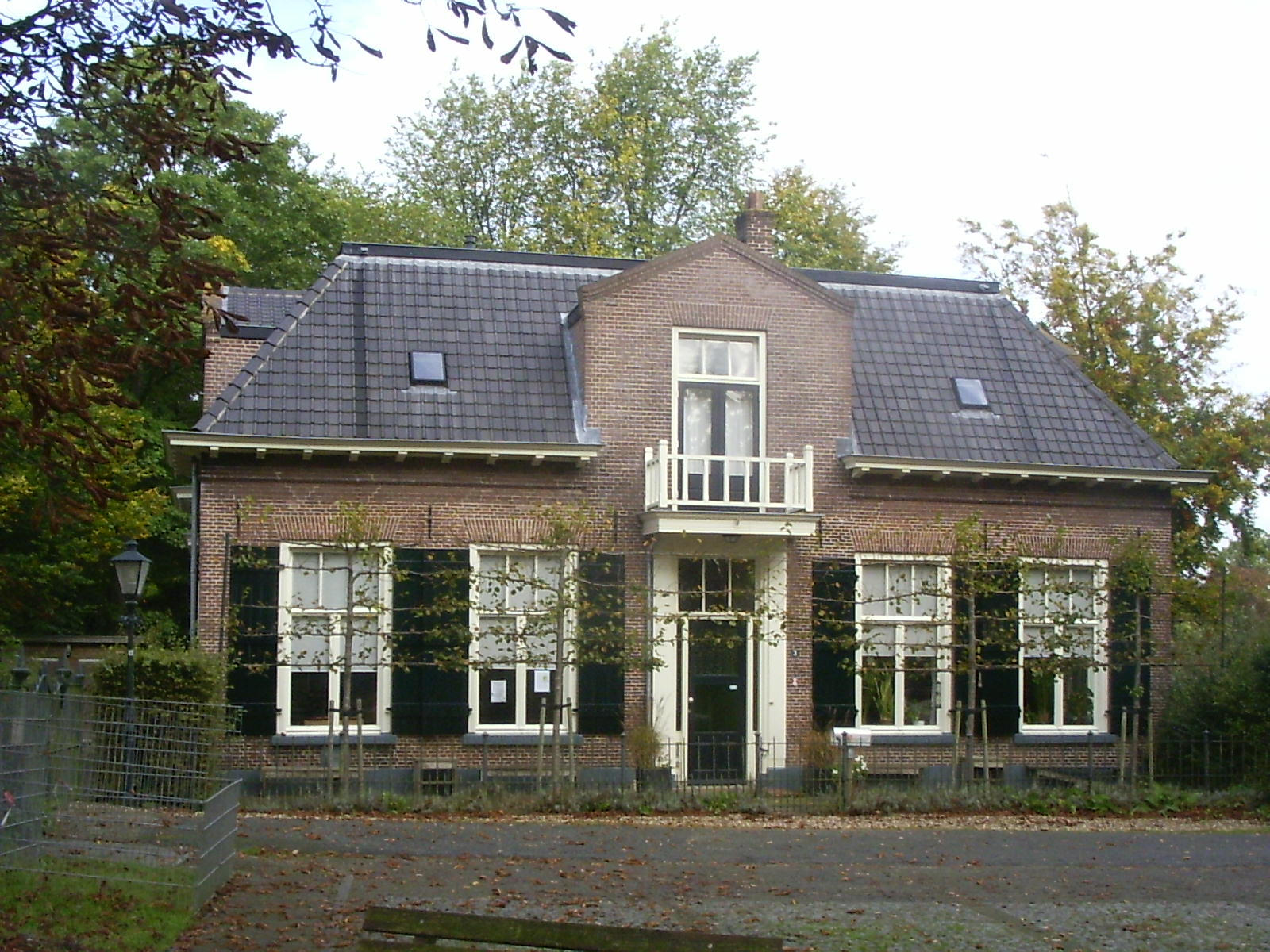